# Acrotritia refracta
Acrotritia refracta är en kvalsterart som först beskrevs av Wojciech Niedbała 1998.  Acrotritia refracta ingår i släktet Acrotritia och familjen Euphthiracaridae. Inga underarter finns listade i Catalogue of Life.